# Bendorf (Nadrenia-Palatynat)
Bendorf – miasto w Niemczech w kraju związkowym Nadrenia-Palatynat, w powiecie Mayen-Koblenz.